# Heptanitrocubaan
Heptanitrocubaan (HNC) is een nieuwe, experimentele explosieve stof gebaseerd op het cubaan-molecuul, en nauw verwant aan octanitrocubaan. Zeven van de acht waterstofatomen in het cubaan-molecuul zijn vervangen door nitrogroepen, wat tot de formule {\displaystyle {\ce {C8H(NO2)7}}} leidt.
Net als van octanitrocubaan is van heptanitrocubaan niet genoeg materiaal gesynthetiseerd voor een gedetailleerd onderzoek naar stabiliteit en explosief vermogen. Gebaseerd op de chemische energie die het molecuul bevat zou HNC een iets krachtiger explosief zijn dan HMX (octogen), het tegenwoordig standaard hoge energie-explosief. Hoewel de energie-inhoud van het molecuul, in vergelijking met octanitrocubaan iets kleiner is, geeft de dichtere kristalpakking, met een daaraan gekoppelde grotere dichtheid, HNC een groter explosief vermogen.
Heptanitrocubaan is voor het eerst gesynthetiseerd door dezelfde groep die octanitrocubaan bereidde.